# Šljivovac (Chorwacja)
Šljivovac – wieś w Chorwacji, w żupanii sisacko-moslawińskiej, w gminie Gvozd. W 2011 roku liczyła 32 mieszkańców.